# William Paca
William Paca, né le 31 octobre 1740, mort le 13 octobre 1799, est un avocat, planteur esclavagiste et homme politique américain. Il fut un signataire de la déclaration d'indépendance des États-Unis en tant que représentant du Maryland.

## Biographie

### Jeunesse
William Paca est né le 31 octobre 1740 à Abingdon, ville située dans le comté de Harford, dans la colonie anglaise du Maryland. Il est le fils de John Paca (vers 1712-1785), un riche planteur, et de Elizabeth Smith (?-vers 1766). Il est le deuxième garçon de la famille, après son frère Aquila, et a cinq sœurs. Les deux frères entrent à la Philadelphia Academy et la Charity School en 1752 et le jeune Paca continue à l'Academy and College of Philadelphia (aujourd'hui Université de Pennsylvanie) et est diplômé de lettres en 1759. Il doit aussi recevoir un maître de diplôme d'arts de l'Université en 1762, quoique cela n'ait exigé aucune nouvelle étude.
Après cela, Paca retourne au Maryland et étudie la loi dans la capitale de la colonie, Annapolis, sous la tutelle d'un homme de loi local nommé Stephen Bradley. Avant 1761, il est autorisé à exercer le métier et en 1764 il est admis à la barre provinciale, étant rester à Annapolis pour exercer sa profession. Le succès professionnel est combiné avec le succès personnel : en 1760, il fait la cour à Mary Chew, la fille d'un puissant planteur, ils se marient le 26 mai 1763.

### Carrière politique
Parmi les autres jeunes avocats d'Annapolis à l'époque, on compte Samuel Chase, qui devient un ami proche et collègue politique de William Paca. Ensemble, ces deux derniers mènent l'opposition locale contre le Stamp Act de 1765 et fonde un nouveau chapitre de l'histoire des Fils de la Liberté dans le comté d'Anne Arundel.
Il est élu à la législature du Maryland en 1771 et nommé au Congrès continental en 1774. Paca est réélu et y siège jusqu'en 1779, année où il devient Dirigeant de la Justice de l'État du Maryland. En 1776, il signe la déclaration d'indépendance des États-Unis en tant que représentant du Maryland. En 1782, il est élu gouverneur du Maryland, puis juge fédéral de l'État, profession qu'il exerce jusqu'à sa mort.
Paca meurt en 1799 à sa plantation de Wye River, située dans le comté de Queen Anne, et est enterré dans le cimetière familial. Il lègue à ses héritiers plus d'une centaine d'esclaves,.

## Hommages et critiques
Dans le Maryland, trois écoles élémentaires ont été nommées en son honneur : une à Landover, une à Baltimore City et une autre dans sa ville natale d'Abingdon. "Paca Street" à Baltimore porte son nom, comme un dortoir du campus de St. John's College à Annapolis et une nouvelle résidence universitaire qui a ouvert ses portes le août 2008 à l'Université Towson dans le Comté de Baltimore. En dehors de l'État du Maryland, P.S. 155 William Paca School à New York a été nommé ainsi en son honneur.
À Abingdon, en 2022, le comté de Harford a renommé l'école qui porte son nom, en raison du passé esclavagiste de William Paca,.

## Ancêtres
Il est généralement dit que Paca avait en partie des origines italiennes. Selon Stanley South, cette remarque aurait été faite en 1911 par le cardinal James Gibbons de Baltimore, qui aurait fait remarquer qu'une relation existe entre la famille Paca et la famille italienne Pecci. Le 12 juillet 1937, dans une lettre adressée au New York Times, un soi-disant descendant de Paca a écrit : « Les ancêtres de William Paca étaient d'origine italienne et anglaise. On dit que le nom était à l'origine orthographié Pacci [sic]. » Cependant, dans une interview avec Giovanni Schiavo, apparemment auteur de la lettre, a attribué la suggestion que le nom soit originellement Pecci au Cardinal Gibbons. Schiavo annonce aussi durant l'interview que le pape Léo XIII (1879-1903), avait comme nom de famille Pecci.
Silverstone et Jacobsen annoncent que les orthographes des ancêtres immigrants de William Paca ont pu être Peaker, Pecker, Peaca, Peca, et Paka. Ni "Pecci" ni "Pacci" (ni "Pacca") ne sont certifiés. Ils ont également trouvé que la suggestion selon laquelle l'immigrant Robert Paca est né en Italie ou que sa famille s'était récemment déplacée en Angleterre n'est pas justifiée et n'a probablement aucune base en fait.
Stanley South n'a de la même façon trouvé aucun appui dans cette hypothèse, malgré la perspective d'une subvention de 10,000 $ s'il pourrait prouver une liaison en Italie.